# 黒ベエ
『黒ベエ』（くろベエ）は、藤子不二雄Ⓐによる日本の漫画作品。藤子不二雄Ⓐが描くブラック・ユーモア漫画の一つである。

## 概要
1969年（昭和44年）より約1年間『週刊少年キング』（少年画報社）に連載。『ブラック商会変奇郎』『オヤジ坊太郎』『夢魔子』『狂人軍』『仮面太郎』『笑ゥせぇるすまん』『魔太郎がくる!!』といった、藤子不二雄Aによる一連のブラックユーモア作品群の基礎の一端を担った作品と言える。特に「スズキ・ミチオの秘密復讐計画」は表向きおとなしい中学生が悪魔的な復讐心でいじめっ子たちに仕返しを繰り返す物語であり、『魔太郎がくる!!』の原型とみなしうる作品である。
本作品のエピソードのうち2本（「ワニ料理」「スズキ・ミチオの秘密復讐計画」）が、『笑ゥせぇるすまん』のアニメスペシャルの脚本に流用されており、本来は黒ベエの超能力である影ふうじ・影うつしを、自在に使いこなす一風変わった喪黒の姿が見られる。
2023年（令和5年）3月14日、藤子Ⓐの出生地である富山県氷見市の「藤子不二雄Ⓐまんがワールド」を構成する撮影スポットとして本町交差点南側に「黒ベエのシャドウ・サプライズ」が設置された。

## あらすじ
スーツとマントを着込んで山高帽を被り、ハゲワシ（ハゲベエ）を連れた謎の小男黒ベエ。自分や他人の影を自在に操る超能力を持った彼は、行く先々で出会った、少々むかっ腹の立つ人々に徹底的な嫌がらせや仕返しを行い、その人の人生を破滅させていくこともあれば、運命に翻弄される人の人生に少々手助けをすることもある。

## キャラクター
黒ベエ
黒いえんび服に黒いシルクハット、黒い革靴、黒いステッキ、黒いマントの全身真っ黒な謎の男。色々な場所をさすらいながら、変わった人物や事件を好んで見物する。気まぐれでかわいそうな人間の手助けをすることもあるが、気に入らない相手を破滅に追いやったり、何の罪も無い人間を面白半分に酷い目に遭わせたりと、決して善人ではない。
影を操る能力があり、他人の影と同化して操る「影移し」、影の中に相手を封じ込める「影封じ」、相手の影の形を変えることで本人の姿までも変える「影変身」などの魔力を披露している。正体不明だが、自分は何者かと尋ねられたとき「僕は影なのさ。影は何でも知っている」と答えたことがある。
ハゲベエ
黒ベエのペットのハゲタカ。飼い主と同じく悪戯好き。普段は黒ベエと仲がいいが、時々喧嘩をしたりする。食い意地が張っていて動物園のハゲタカと入れ替えられた時もまったく動じず出されたエサをたいらげたことがある。

## エピソード

### プロローグ
ほぼシルエットの黒ベエが登場し、動物の鳴き声と擬音以外の音がないまま進行する6頁の予告編。

### ワニ料理
ペットが飼えず肩身の狭い思いをしていたいじめられっ子の少年に、ワニをペットとして与える黒ベエ。さっそくワニを連れて颯爽と散歩に出るが、ワニはいじめっ子の犬を半分食べてしまう。さらにワニの肉を美味さを絶賛する親戚のおじさんがあらわれ……。

### スズキ・ミチオの秘密復讐計画
スズキミチオは一見冴えなくておとなしい少年だが、実は自分をいじめた相手に次々と残酷な復讐をほどこしていく狂気と残忍性を秘めた少年だった。興味を持った黒ベエはミチオを付け回すがミチオは黒ベエのことをよく思っておらず……。のちの『魔太郎がくる!!』の原型。

### しごく者 しごかれる者
黒ベエが高山の花園を満喫していると、いきなり日本兵が逃げてくる。追いかけてくるのも日本兵。実は会社の新任研修を日本軍の軍事教練でやっているのだという。面白そうだと軍事教練に忍び込むことにした黒ベエだが……。

### 車（カー）こそわが命
気弱なサラリーマン・細井は自家用車を購入するが、家族はあまり喜ばず、それどころか自分を罵倒する始末。キレた細井は車で爆走して鬱憤を晴らすがこれが予想外に気持ちいい。車を恋人のように愛するようになり車の中で生活するようになった細井だが……。

### ハゲベエと黒ベエの場合は
ハゲベエと大喧嘩した黒ベエは動物園のハゲタカとハゲベエを入れ替えてハゲタカをペットにすることに。ハゲタカの予想外の手間のかかりぶりにウンザリした黒ベエはハゲタカを鳥マニアに売る。飼育係として鳥マニアの家についてきた黒ベエは自分の遺産の相続争いでヘトヘトになっている老人に出会う……。

### 梶一郎の受難
満員電車の中で黒ベエの靴を踏みつけてどけなかったという理由で、黒ベエにありとあらゆる手を使って復讐されてしまう梶一郎。黒ベエの巧みな行動で会社での信用を失ってしまった梶が自宅で謹慎するために、ホームで電車を待っている後ろに黒ベエの姿が……。

### 機械マニア
機械城という謎の城に拉致されてしまった黒ベエとハゲベエ。城主とその息子、械一に様々な機械を使っていたぶられてしまう。実はこの親子には黒ベエを拉致したとんでもない理由があり……。

### 黒ベエ 白ベエになる!
いつものようにイタズラをして人をいたぶる黒ベエ。上機嫌になっている黒ベエに見知らぬ少女が声をかけ、黒ベエの悪行をたしなめる。馬鹿馬鹿しいと思い去る黒ベエだがどうしても少女の事が頭から離れず……。

### おこる卵
黒ベエとハゲベエが店から無理やりもらってきた卵の中に色の濃い卵がひとつ、まともな卵ではないらしく、ハゲベエや人の意識を乗っ取って黒ベエを攻撃したり、念力で物を壊したりする。ところが黒ベエはむしろ挑発して両者は敵対関係に……。のちの『忍者ハットリくん+パーマン 忍者怪獣ジッポウVSミラクル卵』の原型。

### 石投げ
石を適当に投げて当たったやつにとりついてやろう。そう思った黒ベエが投げた石が当たったのは大勢の女子にモテモテの少年・ピータンだった。黒ベエは「よーし あの子をまるでもてなくしてやるぞ」と決意する。

### まわるよ まわる パチンコ玉が
黒ベエはパチンコ屋で知り合った少年とパチンコ勝負をすることになる。子供は入店不可なため、大人と二人羽織状態で白熱したパチンコ勝負を繰り広げた末に……。

## 単行本
- 朝日ソノラマサンコミックス刊（全3巻） - 絶版
- 中央公論社「藤子不二雄ランド」刊（全3巻） - 絶版
- ブッキング「藤子不二雄Ⓐランド」刊（全3巻） - 復刊